# Trofeo Lois
Il Trofeo Lois è stato un torneo di tennis facente parte del Grand Prix giocato dal 1975 al 1976 a Valencia in Spagna su campi in terra rossa.

## Albo d'oro

### Singolare
| Anno | Vincitore      | Finalista       | Punteggio     |
| ---- | -------------- | --------------- | ------------- |
| 1973 | Manuel Orantes | Adriano Panatta | 6–4, 6–4, 6–3 |
| 1974 | Non disputato  |                 |               |
| 1975 | Ilie Năstase   | Manuel Orantes  | 6–3, 6–0      |
| 1976 | Manuel Orantes | Kjell Johansson | 6–2, 6–2, 6–2 |

### Doppio
| Anno       | Vincitori                   | Finalisti                            | Punteggio       |
| ---------- | --------------------------- | ------------------------------------ | --------------- |
| 1973       | Mike Estep Ion Țiriac       | Patrick Hombergen Bernard Mignot     | 6–4, 1–6, 10–8  |
| 1974- 1975 | Non disputato               |                                      |                 |
| 1976       | Juan Gisbert Manuel Orantes | Corrado Barazzutti Antonio Zugarelli | Non disponibile |